# Florus
Lucjusz Anneusz Florus (ur. ok. 70 n.e., zm. ok. 140 n.e.) – rzymski historyk piszący w czasach cesarza Hadriana.
Autor zachowanego "Zarysu dziejów rzymskich" (Epitomae de Tito Livio bellorum omnium annorum septingentorum libri duo) w 2 księgach. Dla datowania Epitomy pomocna jest wzmianka we wstępie o cesarzu Trajanie oraz informacja, że od Cezara Augusta do czasów Florusa minęło niewiele mniej niż 200 lat. Głównym źródłem Florusa był Tytus Liwiusz. Salustiusz dostarczył mu natomiast materiału do opisu wojen z Jugurtą i Katyliną, a Cezar do opisu podboju Galii i wojny z Pompejuszem. Jego praca jest krótką syntezą dziejów Rzymu, od założenia miasta aż do 9 n.e., napisaną w duchu historiografii stoickiej. Florus przedstawił historię narodu rzymskiego według podziału na podstawie analogii z okresami życia człowieka - okres dzieciństwa, młodości, wieku dojrzałego i starości. Dziełko to pod względem formy stanowi przykład kwiecistego stylu retorycznego, panującego w ówczesnej literaturze rzymskiej. Mimo niewielkiej wartości historycznej książka przez długi czas była używana jako podręcznik szkolny, od starożytności aż do XVII wieku. Do naszych czasów zachowała się ponad setka rękopisów.
Część uczonych uważa tego historyka za identycznego z Publiuszem Anniusem Florusem, literatem i poetą z otoczenia cesarza Hadriana, który napisał rozprawkę Vergilius orator an poeta. Dowiadujemy się z tego dzieła, że autor pochodził z Afryki i że jako chłopiec brał udział w igrzyskach kapitolińskich za Domicjana, ale mimo zwycięstwa nie otrzymał nagrody, gdyż cesarz nie chciał się zgodzić aby ktoś z Afryki miał zdobyć wieniec potężnego Jowisza. Rozgoryczony tym poeta udał się w długą podróż i ostatecznie osiadł w Hiszpanii. Najprawdopodobniej zamieszkał w Tarragonie i utrzymywał się z nauczania literatury w szkole. Aelius Spartianus w Historii Augusta (Żywot Hadriana 16, 3) podawał, że gdy Florus napisał żartobliwy epigram do Hadriana, ten mu odpowiedział równie żartobliwym wierszem. Z bardziej udanych utworów Florusa zachowało się m.in. 26 tetrametrów i 5 heksametrów.